# Jozef Menich
Jozef Menich (Banská Bystrica, 15 settembre 1994) è un calciatore slovacco, difensore del Tatran Prešov.

## Carriera
Il 15 luglio 2022 viene acquistato a titolo definitivo dalla squadra albanese del Partizani Tirana.

## Statistiche

### Presenze e reti nei club
Statistiche aggiornate al 25 maggio 2023.
| Stagione                 | Squadra                  | Campionato               | Campionato | Campionato | Coppe nazionali | Coppe nazionali | Coppe nazionali | Coppe continentali | Coppe continentali | Coppe continentali | Altre coppe | Altre coppe | Altre coppe | Totale | Totale |
| Stagione                 | Squadra                  | Comp                     | Pres       | Reti       | Comp            | Pres            | Reti            | Comp               | Pres               | Reti               | Comp        | Pres        | Reti        | Pres   | Reti   |
| ------------------------ | ------------------------ | ------------------------ | ---------- | ---------- | --------------- | --------------- | --------------- | ------------------ | ------------------ | ------------------ | ----------- | ----------- | ----------- | ------ | ------ |
| 2013-2014                | Dukla B.B.               | 2L                       | 0          | 0          | CS              | 0               | 0               | -                  | -                  | -                  | -           | -           | -           | 0      | 0      |
| 2014-2015                | Lokomotíva Zvolen        | 2L                       | 31         | 1          | CS              | 1               | 0               | -                  | -                  | -                  | -           | -           | -           | 32     | 1      |
| 2015-2016                | Lokomotíva Zvolen        | 2L                       | 26         | 2          | CS              | 1               | 0               | -                  | -                  | -                  | -           | -           | -           | 27     | 2      |
| Totale Lokomotíva Zvolen | Totale Lokomotíva Zvolen | Totale Lokomotíva Zvolen | 57         | 3          |                 | 2               | 0               |                    | -                  | -                  |             | -           | -           | 59     | 3      |
| 2016-2017                | Ružomberok               | SL                       | 10         | 0          | CS              | 1               | 0               | -                  | -                  | -                  | -           | -           | -           | 11     | 0      |
| 2017-2018                | Ružomberok               | SL                       | 12         | 0          | CS              | 3               | 0               | UEL                | 4                  | 0                  | -           | -           | -           | 19     | 0      |
| Totale Ružomberok        | Totale Ružomberok        | Totale Ružomberok        | 22         | 0          |                 | 4               | 0               |                    | 4                  | 0                  |             | -           | -           | 30     | 0      |
| 2018-2019                | Sereď                    | SL                       | 25         | 1          | CS              | 4               | 0               | -                  | -                  | -                  | -           | -           | -           | 29     | 1      |
| 2019-2020                | Spartak Trnava           | SL                       | 6          | 0          | CS              | 2               | 0               | UEL                | 2                  | 0                  | -           | -           | -           | 10     | 0      |
| 2020-2021                | ViOn Z.M.                | SL                       | 29         | 1          | CS              | 3               | 1               | -                  | -                  | -                  | -           | -           | -           | 32     | 2      |
| 2021-2022                | ViOn Z.M.                | SL                       | 30         | 2          | CS              | 5               | 1               | -                  | -                  | -                  | -           | -           | -           | 35     | 3      |
| Totale ViOn Z.M.         | Totale ViOn Z.M.         | Totale ViOn Z.M.         | 59         | 3          |                 | 8               | 2               |                    | -                  | -                  |             | -           | -           | 67     | 5      |
| 2022-2023                | Partizani Tirana         | KS                       | 23         | 0          | CA              | 6               | 1               | UECL               | -                  | -                  | -           | -           | -           | 29     | 1      |
| Totale carriera          | Totale carriera          | Totale carriera          | 192        | 7          |                 | 26              | 3               |                    | 6                  | 0                  |             | -           | -           | 224    | 10     |

## Palmarès

### Club

#### Competizioni nazionali
- Campionato albanese: 1

Partizani Tirana: 2022-2023
- 2. Liga: 1

Tatran Prešov: 2024-2025